# 이다윗
이다윗(李다윗, 1994년 3월 3일~)은 대한민국의 배우이다.

## 학력
- 계산중학교 (졸업)
- 작전고등학교 (졸업)
- 한국예술원 영화예술계열 (졸업)

## 출연 작품

### 드라마
| 연도   | 제목                                            | 역할   | 비고                |
| ------ | ----------------------------------------------- | ------ | ------------------- |
| 2001년 | TV소설 - 매화연가                               |        |                     |
| 2003년 | 무인시대                                        | 최우   | 정재곤 아역         |
| 2003년 | 왕의 여자                                       | 순화군 |                     |
| 2006년 | 연개소문                                        | 김유신 | 윤승원, 이종수 아역 |
| 2007년 | 이산                                            | 은언군 |                     |
| 2008년 | 일지매                                          | 변시후 | 박시후 아역         |
| 2008년 | TV소설 - 큰 언니                                | 지호   |                     |
| 2009년 | 전설의 고향: 죽도의 한                          | 석이   |                     |
| 2012년 | 대풍수                                          | 목지상 | 지성 아역           |
| 2013년 | 구가의 서                                       | 윤정윤 | 특별출연            |
| 2015년 | 후아유 - 학교 2015                              | 박민준 |                     |
| 2016년 | 마녀보감                                        | 명종   | 특별출연            |
| 2016년 | 싸우자 귀신아                                   | 김인랑 |                     |
| 2016년 | 긍정이 체질                                     | 황인국 | 웝 드라마           |
| 2017년 | 구해줘                                          | 우정훈 |                     |
| 2018년 | 배드파파                                        | 김용대 |                     |
| 2019년 | 호텔 델루나                                     | 설지원 | 특별출연            |
| 2020년 | 이태원 클라쓰                                   | 이호진 |                     |
| 2020년 | 시네마틱드라마 SF8 - 일주일 만에 사랑할 순 없다 | 김남우 |                     |
| 2021년 | 로스쿨                                          | 서지호 |                     |
| 2024년 | 오징어 게임 2                                   |        |                     |

### 영화
| 연도   | 제목                   | 역할             | 비고        |
| ------ | ---------------------- | ---------------- | ----------- |
| 2002년 | 매직 키드 마수리       |                  |             |
| 2002년 | 학교이야기             |                  |             |
| 2004년 | 물결이 일다            |                  | 단편영화    |
| 2005년 | 마이티 맨              | 김영광           |             |
| 2006년 | 박치기 왕              | 최치영           |             |
| 2007년 | 극락도 살인사건        | 태기             |             |
| 2009년 | 우리집에 왜 왔니       | 박지민           | 이승현 아역 |
| 2010년 | 살인의 강              | 승호             | 김세현 아역 |
| 2010년 | 시                     | 종욱             |             |
| 2011년 | 고지전                 | 남성식           |             |
| 2011년 | 적과의 동침            | 동우             |             |
| 2011년 | 최종병기 활            | 남이             | 박해일 아역 |
| 2012년 | 로맨스 조              | 로맨스 조        | 김영필 아역 |
| 2013년 | 명왕성                 | 준               |             |
| 2013년 | 더 테러 라이브         | 박신우           |             |
| 2014년 | 신촌좀비만화           | 승호             |             |
| 2014년 | 군도: 민란의 시대      | 조서인           | 특별출연    |
| 2015년 | 꿈보다 해몽            | 매표원           | 특별출연    |
| 2016년 | 순정                   | 개덕             |             |
| 2016년 | 스플릿                 | 박영훈           |             |
| 2017년 | 남한산성               | 칠복             |             |
| 2018년 | 살아남은 아이          | 은찬             | 우정출연    |
| 2018년 | 스윙키즈               | 광국             |             |
| 2019년 | 사바하                 | 고요셉           |             |
| 2021년 | 최면                   | 도현             |             |
| 2024년 | 파묘                   | 결혼식 촬영 기사 | 특별출연    |
| 2025년 | 거룩한 밤: 데몬 헌터스 | 김군             |             |

### 뮤직비디오
- god - 우리가 사는 이야기 (2014년)

## 수상 및 후보
| 연도 | 시상식                       | 부문                      | 작품     | 결과 |
| ---- | ---------------------------- | ------------------------- | -------- | ---- |
| 2010 | 제8회 대한민국 영화대상      | 신인남우상                | 시       | 후보 |
| 2011 | 제8회 맥스무비 최고의 영화상 | 최고의 남자신인배우상     | 시       | 후보 |
| 2011 | 제32회 청룡영화상            | 신인남우상                | 고지전   | 후보 |
| 2014 | 제1회 들꽃영화상             | 남우주연상                | 명왕성   | 후보 |
| 2018 | MBC 연기대상                 | 월화미니시리즈부문 조연상 | 배드파파 | 후보 |